# Confolent-Port-Dieu
Confolent-Port-Dieu (Confolens auf Okzitanisch) ist eine französische Gemeinde mit 41 Einwohnern (Stand 1. Januar 2022) im Département Corrèze in der Region Nouvelle-Aquitaine.

## Geografie
Die Gemeinde liegt im Zentralmassiv rechtsseitig an der Mündung des Chavanon in die Dordogne und nordwestlich des Stausees von Bort-les-Orgues und damit auch unweit zur Grenze zum Département Puy-de-Dôme.
Tulle, die Präfektur des Départements, liegt ungefähr 90 Kilometer südwestlich, Ussel etwa 17 Kilometer westlich und Bort-les-Orgues rund 20 Kilometer südlich.
Nachbargemeinden von Confolent-Port-Dieu sind Savennes im Norden, Singles im Nordosten, Larodde im Osten,  Labessette im Südosten, Monestier-Port-Dieu im Süden, Thalamy im Westen  sowie Saint-Étienne-aux-Clos im Nordwesten.

### Verkehr
Der Ort liegt ungefähr 15 Kilometer südöstlich der Abfahrt 24 der Autoroute A89.

## Geschichte
Der Name Confolent-Port-Dieu ist eine Reverenz an den Marktflecken Port-Dieu, der durch den Bau des Stausees von Bort-les-Orgues überflutet wurde.

## Wappen
Blasonierung: In Rot ein goldener Löwe mit verstreuten goldenen Spornrädern.

## Einwohnerentwicklung
Confolent-Port-Dieu ist die einwohnermäßig kleinste Gemeinde der Corrèze.
| Jahr      | 1962 | 1968 | 1975 | 1982 | 1990 | 1999 | 2007 | 2017 |
| Einwohner | 48   | 57   | 40   | 30   | 38   | 39   | 29   | 40   |

## Sehenswürdigkeiten

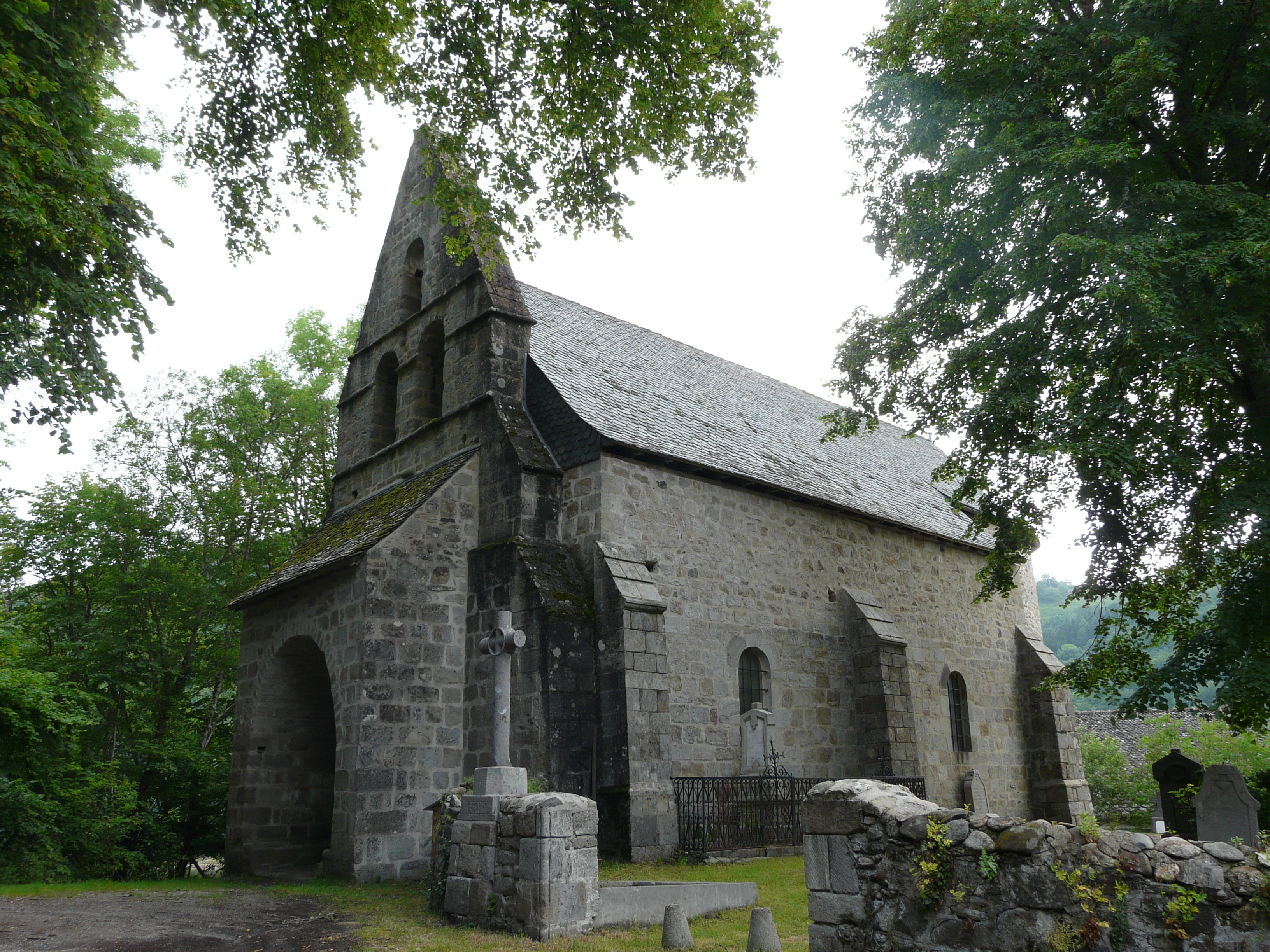
Kapelle

- Die Kapelle der Benediktiner-Abtei von Port-Dieu, ein Sakralbau aus dem 15. Jahrhundert, ist seit dem 31. Mai 1988 als Monument historique klassifiziert.[1]